# 1957 v letectví
Tento článek obsahuje seznam událostí souvisejících s letectvím, které proběhly roku 1957.

## Události

### Červenec
- 11. července – Na základně RAF Biggin Hill vznikla letka Battle of Britain Memorial Flight Royal Air Force, původně pod názvem Historic Aircraft Flight.

### Říjen
- 4. října – je vypuštěn Sputnik 1, první umělý satelit Země

## První lety

### Leden
- 23. ledna – Nord 1500-02 Griffon II

### Únor
- 17. února – Bell X-14

### Březen
- 7. března – Antonov An-10
- 15. března – Dassault Étendard VI
- 28. března – Canadair Argus

### Duben
- 9. dubna – Let XL-200, prototyp dopravního letounu Let L-200 Morava
- 17. dubna – Nord 3200, první prototyp francouzského cvičného letounu Nord N 3202

### Květen
- 16. května – Saunders-Roe SR.53

### Červenec
- Mil Mi-6
- 4. července – Iljušin Il-18
- 9. července – Aviation Traders Accountant
- 16. července – Aerotécnica AC-14
- 25. července – Breguet Br.1001 Taon

### Srpen
- 13. srpna – Vertol VZ-2

### Září
- Cessna 150

### Říjen
- 20. října – Boeing 707

### Listopad
- 6. listopadu – Fairey Rotodyne
- 15. listopadu – Tupolev Tu-114

### Prosinec
- 10. prosince – Aermacchi MB-326
- 16. prosince – Antonov An-12
- 20. prosince – Boeing 707

## Letecké nehody
- 13. května – narazil nákladní letoun DC-4 od US Overseas Airlines během přiblížení k Narsarsuaqu do ledovce. Dva ze tří lidí na palubě zahynuli.[1]